# 黄鍾瑛
黄 鍾瑛（こう しょうえい、繁: 黃鍾瑛）は中華民国の海軍軍人。辛亥革命後に成立した南京臨時政府において海軍総長を務め、北京政府でも初代海軍総司令となった人物である。旧名は良鏗、別名は鎏、号は賛侯。

## 事績
福州船政学堂と劉公島槍砲（銃砲）学堂で学び、卒業後は海軍に入隊する。各種艦船において艦銃砲員、操舵員、副艦長等の職務を歴任した後、艦船「飛鷹」の艦長に就任した。その後、艦船「鏡清」の艦長に転じ、海軍部駐上海参謀も兼任している。1911年（宣統3年）9月、巡洋艦「海籌」の管帯（艦長）に就任し、まもなく海軍臨時艦隊司令に抜擢された。
同年10月、武昌起義（辛亥革命）が勃発すると、黄鍾瑛は九江で反清の挙兵を行い、革命派から海軍司令部長に任ぜられる。1912年（民国元年）1月、南京臨時政府で海軍総長となり、北京政府合流後は初代海軍総司令に転じている。しかし同年11月、病気のため総司令職を離れ（暫時、徐振鵬が代理）、12月4日、上海で死去した。享年44（満43歳）。

## 注
1. ↑  郭主編（1990）、98頁。
2. ↑  徐主編（2007）、1626頁。